# Corynusa thoracica
Corynusa thoracica är en tvåvingeart som beskrevs av Schmitz 1931. Corynusa thoracica ingår i släktet Corynusa och familjen puckelflugor. Inga underarter finns listade i Catalogue of Life.